# Hrvatski Majur
Hrvatski Majur je bivše salašarsko naselje kod Subotice. Administrativno pripada selu Mala Bosna, čiji je zaselak. Jedino je mjesto u Srbiji s hrvatskim predznakom.

## Zemljopisni položaj
Nalazi se jugozapadno od Subotice, 7 km starom "pačirskom prugom" (željezničkom prometnicom Subotica-Pačir). 

## Povijest, promet i gospodarstvo
Svojevremeno je Hrvatski Majur u svojoj okolici imao više od 250 salaša, željezničku postaju, dvije "mijane" i osnovnu školu do četvrtoga razreda. 

Danas je ostalo samo desetak salaša, a prometno su ostali vrlo izolirani, što zbog iznimno lošeg stanja cestovne prometnice, što i zbog toga što je željeznička pruga (od stare pačirske pruge) razmontirana (navodno odnesena u Beograd).

Rijetki stanovnici koji su ostali, govore da je na Hrvatskom Majuru ostao samo križ, čije bi opstojanje bilo upitno da nije nedavno obnovljen.
21. stoljeće je dočekalo u ruševnijem stanju. Po stanju 2004., ondje je živjelo 30 stanovnika.
Danas, točnije, od 1995., svake godine se na livadi "kod Gabrićevog križa" (križa kojeg je podigla obitelj Gabrić) na Hrvatskom Majuru se održavaju rimokatoličke crkvene proslave, kao što je proštenje Marka Križevčanina. 
U lipnju 2009. je subotička Hrvatska ekološka udruge »CRO-ECO« izašla s projektom izgradnje etno-salaša na teritoriju Hrvatskog Majura.

## Poznati stanovnici
- dr Vinko Perčić, poznati liječnik gastroenterolog i internist, istraživač, znanstvenik, kolekcionar i donator

## Vanjske poveznice
- Članak u "Zvoniku"  Arhivirana inačica izvorne stranice od 17. veljače 2005. (Wayback Machine) Proštenje na Hrvatskom Majuru
- Hrv. matica iseljenika[neaktivna poveznica] Proštenje na Hrvatskom majuru
- Hrvatska riječ Kolekcionar međunarodnog značaja, 20. veljače 2004.
- Hrvatska riječ Čovjek s nesebičnim, velikodušnim i plemenitim snom, 17. veljače 2006.
- Radio-Subotica  Arhivirana inačica izvorne stranice od 17. rujna 2008. (Wayback Machine) Hrvatski Majur 2008: Zajedništvo mladeži iz Hrvatske i Vojvodine, 8. rujna 2008.